# Leonardina woodi
Leonardina woodi là một loài chim trong họ Pellorneidae.